# Kolonie Zern
Kolonie Zern ist ein Wohnplatz in Kemnitz, einem Ortsteil der Gemeinde Werder (Havel) im Landkreis Potsdam-Mittelmark in Brandenburg. Der Ortsteil liegt etwa 4 Kilometer nordwestlich von Werder (Havel) und 2 Kilometer westlich von Kemnitz. Bis zum 31. Dezember 2001 war Kolonie Zern ein Ortsteil der damaligen Gemeinde Kemnitz. Die Kolonie Zern liegt am Westufer des Großen Zernsees. 

## Lage
Kolonie Zern liegt an der Phöbener Chaussee, eine Straße aus Werder zur Autobahn A 10. Südwestlich befindet sich ein Industriegelände, nordöstlich befinden sich Wochenendhäuser und einige Einfamilienhäuser. Hier befindet sich auch ein Motel in Bungalows. Direkt nördlich der Autobahn befindet sich ein Klärwerk. Im Stadtteil befand sich die Elka-Werft, eine Straße ist nach ihr benannt.

## Geschichte
Die Gemarkung der Kolonie Zern war bereits in der Jungsteinzeit von Menschen genutzt worden. So wurde 1935 beim Bau der Reichsautobahn ein Einbaum aus der Jungsteinzeit zum Übergang zur Frühbronzezeit gefunden. Aus der Mittleren bis späten Bronzezeit wurden Urnen in einem Urnengräberfeld gefunden. Weiter westlich gab es ein weiteres Urnengräberfeld, welches hauptsächlich in der Zeit von 500 v. Chr. bis 50 n. Chr. genutzt wurde. Hier wurde auch eine römische Gemme gefunden.
An dem Großen Zernsee lag das Dorf Zernow aus dem Hochmittelalter, diese war im 14. Jahrhundert bereits wieder wüst. Jedenfalls wurde es 1375 im Landbuch nicht mehr erwähnt. Im Jahre 1541 wurde die Feldmark Zernow als wüst erwähnt. Im selben Jahr entstand in der wüsten Feldmark ein Vorwerk. Zern ist wohl vom slawischen Namen abgeleitet und bedeutet schwarz. Die Feldmark wurde zu Kemnitz gezählt. Im Jahre 1450 fiel die Gemarkung an die Familie von Rochow. Im Jahre übernahm die Familie von Görne die Gemarkung. 1607 war die Familie von Rochow wieder Besitzer der Gemarkung, ab 1685 gehörte es wieder der Familie von Görne. Ab 1717 war die Familie von Marwitz Besitzer, ab 1735 die Familie Britzke. Nach dem Ersten Weltkrieg entstand eine Obstzüchterkolonie, ab 1927 war der Name Kolonie Zern amtlich. Im Jahre 1992 wurde Kolonie Zern Teil des Amtes Werder, seit 2003 ist es ein Stadtteil von Werder.